# Генріх Фогт (астроном)

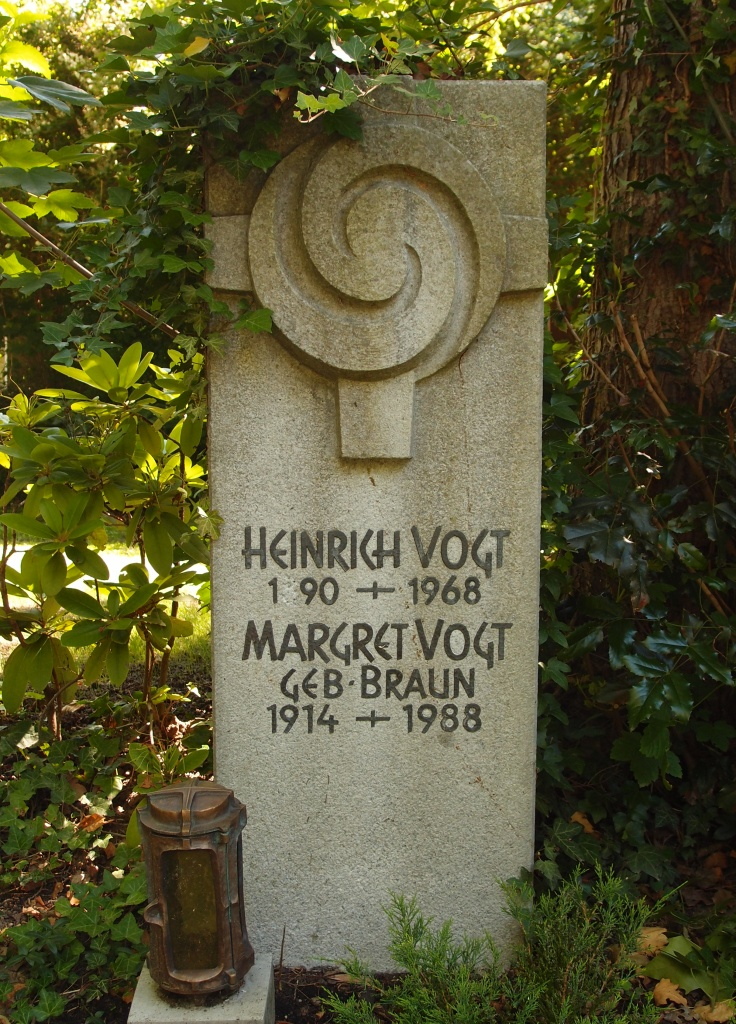
Могила Генріха Фогта на кладовищі Гайдельберг-Гандшусгайм

Генріх Фогт (5 жовтня 1890, Гау-Альгесхайм — 23 січня 1968, Гайдельберг) — німецький астроном, дослідник зір, співвідкривач теореми Фогта–Рассела, першовідкривач астероїда 735 Марґанна, автор кількох науково-популярних книг. Професор Гайдельберзького університету і директор Обсерваторії Гайдельберг-Кенігштуль. В роки нацизму був членом НСДАП і оберштурмфюрером СА.

## Біографія
Фогт був молодшою дитиною фермера Філіпа Фогта та його дружини Маргарети, уродженої Штурм.
В 1911 році закінчив гімназію в Майнці. В зимовому семестрі 1911/12 року поступив в Гайдельберзький університет, де почав вивчати астрономію, математику та фізику. З 1912 року був асистентом Макса Вольфа. У 1919 році захистив дисертацію доктора філософії (Promotion) «До теорії алгольних змінних» а в 1921 році захистивши дисертацію доктора наук (Habilitation) «Фотометричні дослідження та визначення яскравості в зоряному скупченні h і χ Персея», а також виступив з інавгураційною лекцією «Еволюцію зір». У 1926 році він був призначений доцентом в Гайдельберзі і одночасно був спостерігачем в Баденській обсерваторії Гайдельберг-Кенігштуль.
У 1929 році Фогт був призначений повним професором Єнського університету, а також був директором обсерваторії Єнського університету з 1929 по 1933 рік. У 1931 році став членом НСДАП, а потім працював політичним керівником і представником окружного проводу НСДАП в університеті. У 1933 році він став членом СА, в якому дослужився до звання оберштурмфюрера. У 1933 році його призначили повним професором Гайдельберзького університету, де він змінив Макса Вольфа, який помер у 1932 році, і був директором Державної обсерваторії Гайдельберг-Кенігштуль з 1933 по 1945 рік.
У 1945 році він був усунений з посади директора обсерваторії, але зберіг професорську посаду до свого виходу на пенсію в 1957 році.
Був одружений на Маргарете, уродженій Браун. У них були син і дочка.

## Популяризаторська діяльність
Він займався популяризацією науки, читав науково-популярні лекції, написав науково-популярні монографії «Спіральні туманності» (1946), «Будова Всесвіту» (1949) і «Космос і Бог» (1951). Він обговорював космологічні і філософські питання у своїх останніх книгах «Позагалактичні зоряні системи і будова світу в цілому» (1960), «Структура космосу в цілому» (1961) і «Буття в погляді вченого-натураліста» (1964).

## Відзнаки і памʼять
У 1943 році він став членом Німецької академії наук Леопольдина. Був членом Гайдельберзької академії наук.
На його честь названа теорема Фогта–Рассела.
9 грудня 1912 року Фогт відкрив астероїд, який був названий 735 Марґанна на честь матері та родички Фогта. Його гайдельберзький колега Карл Вільгельм Рейнмут назвав астероїд, відкритий 6 жовтня 1937 року, 1439 Вогтією, а два інші астероїди, відкриті 8 січня 1937 року, він назвав на честь дружини Фогта — 1410 Маргрет і 1411 Брауна.

## Роботи
- Aufbau und Entwicklung der Sterne (Будова та еволюція зірок). Leipzig: Becker & Erler, 1943, 2. Aufl. Leipzig: Geest und Portig, 1957.